# Gioventù senza Dio

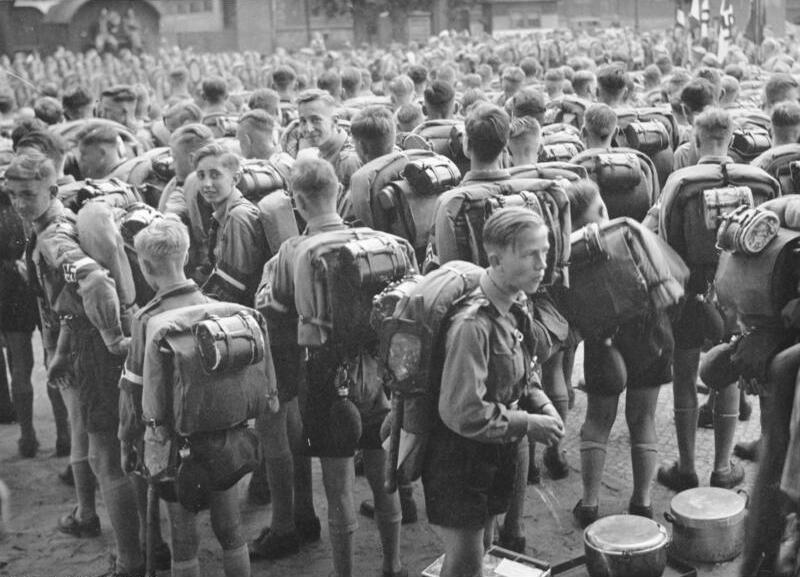
Giovani tedeschi inquadrati nella "Gioventù hitleriana" in partenza per un campo scuola.

Gioventù senza Dio (Jugend ohne Gott) è il terzo romanzo dello scrittore austro-ungarico Ödön von Horváth pubblicato in lingua tedesca nei Paesi Bassi nel 1937. 

## Trama
"Gioventù senza Dio" è il racconto in prima persona di un professore trentaquattrenne insegnante di geografia e storia in una scuola media di un paese, verosimilmente la Germania, negli anni trenta del '900. Il professore non approva l'ideologia razzista e totalitaria imperante; evita tuttavia di opporvisi apertamente per non mettere a rischio la sicurezza di un lavoro a tempo indeterminato in un periodo di grave crisi economica. Il professore non riesce neanche a comunicare con i propri studenti quattordicenni. Ha smesso inoltre di credere in Dio da adolescente, durante la prima guerra mondiale. 
Durante un corso premilitare in campagna con i suoi allievi, si verifica l'uccisione di uno studente apparentemente ad opera di un compagno di corso. Nel corso del successivo processo l'insegnante trova il coraggio di raccontare il proprio comportamento. Viene licenziato; ma l'atto di sincerità permette di stabilire un nuovo dialogo con chi gli sta intorno, in particolare con i suoi ex allievi, e permetterà di risolvere il mistero dell'omicidio. Il professore partirà infine per l'Africa per lavorare come insegnante in una missione cattolica.

## Edizioni
La prima edizione in lingua tedesca del romanzo apparve nell'aprile del 1937. Nel 1938 il romanzo fu inserito nell'elenco dei libri proibiti dal regime nazionalsocialista. In Italia il romanzo apparve dapprima sull'edizione serale del quotidiano fiorentino “Nazione del Popolo”  a puntate dal 18 aprile al 25 maggio 1946; la traduzione era anonima, ma attribuibile a Romano Bilenchi il quale l'aveva eseguita sul testo della traduzione in lingua francese, data la difficoltà a reperire l'originale in lingua tedesca. La prima edizione in volume in lingua italiana dall'originale tedesco, nella traduzione di Bruno Maffi, apparve nel 1948.
- (DE) Ödön von Horváth, Jugend ohne Gott, Amsterdam, Allert de Lange Verlag, 1937.
- Ödön von Horváth, Gioventù senza Dio, traduzione di Bruno Maffi, Milano, Bompiani, 1948.
- Ödön von Horváth, Gioventù senza Dio, traduzione di Anna Biguzzi, Milano, Garzanti scuola, \1998!, ISBN 88-11-02032-8.
- Ödön von Horváth, Gioventù senza Dio, traduzione di Giulietta De Vecchi, Milano, Baldini Castoldi Dalai, 2012, ISBN 88-6620-330-0.

## Adattamenti
- Nur der Freiheit gehört unser Leben, film televisivo del 1969 diretto da Eberhard Itzenplitz[5]
- Wie ich ein Neger wurde,film del 1970 diretto da Roland Gall[6]
- Jugend ohne Gott, film del 1991 diretto da Michael Knof[7]
- Jeunesse sans Dieu, film televisivo del 1996 diretto da Catherine Corsini[8]
- Jugend ohne Gott, film del 2017 diretto da Alain Gsponer